# 브르바스강

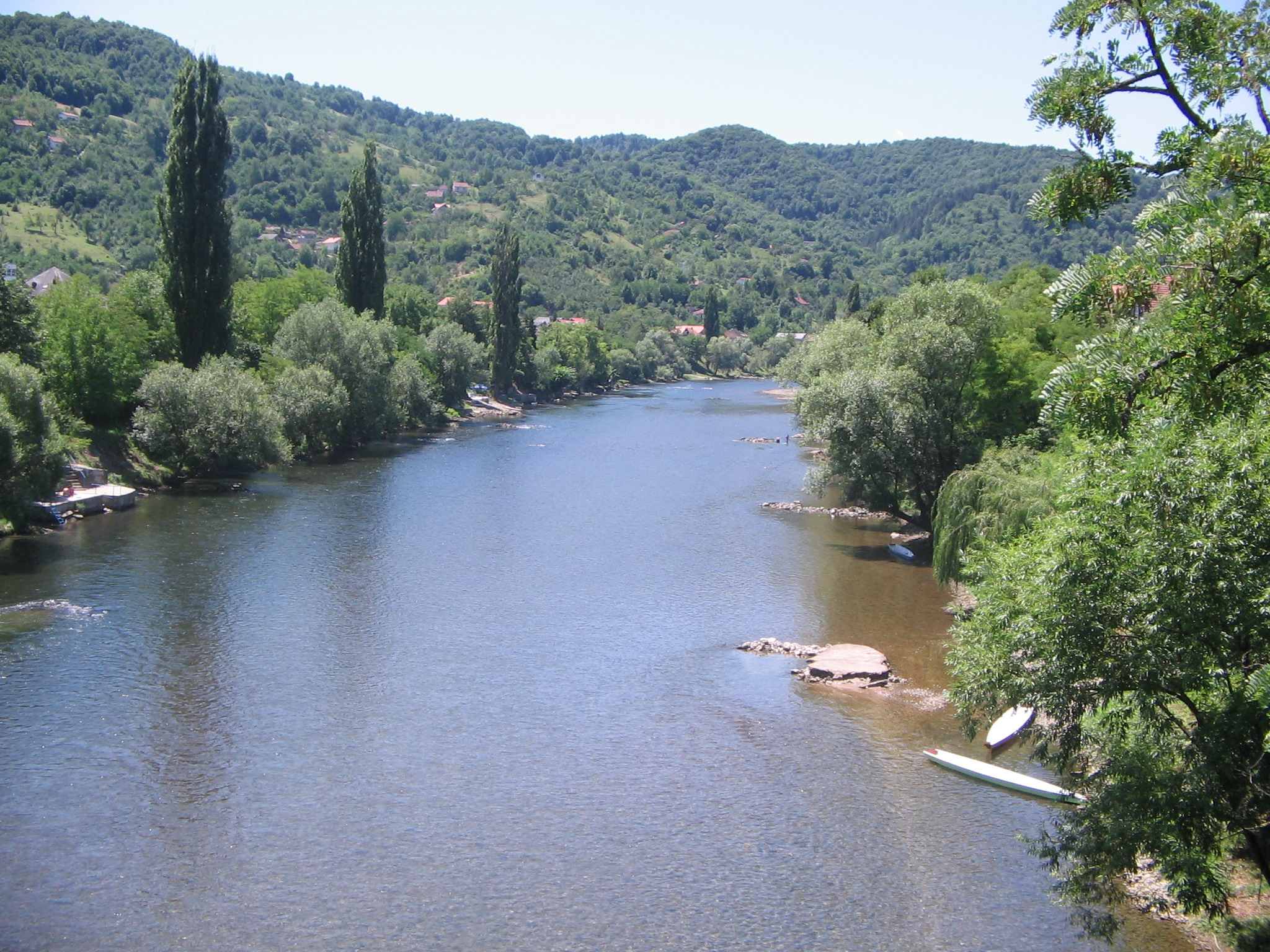
브르바스강

브르바스강(보스니아어: Vrbas, 세르비아어: Врбас)은 보스니아 헤르체고비나 서부를 흐르는 강으로, 사바강의 지류이다.

## 같이 보기
- 야이체
- 바냐루카